# 呉市立昭和中学校
呉市立昭和中学校（くれしりつしょうわちゅうがっこう）は、広島県呉市にある公立中学校。

## 概要
広島県呉市焼山中央6丁目9-1に所在する公立の中学校である。主に呉市立昭和中央小学校、呉市立昭和南小学校区の児童が通う。

## 沿革
- 1947年（昭和22年）4月1日 - 安芸郡昭和村立昭和中学校として創立(昭和村立西小学校を借りて開校した。)[2]。
- 1948年（昭和23年）7月 - 木造校舎落成・移転
- 1951年（昭和26年）3月 - 校歌制定
- 1956年（昭和31年）10月1日 - 呉市との合併に伴い呉市立昭和中学校と改称。
- 1967年（昭和42年）7月 - 上水道使用開始（それまで井戸水）
- 1978年（昭和53年）4月1日 - 呉市立昭和北中学校が分離・創立。
- 1985年（昭和60年）3月 - 鉄筋校舎最終完工・に職員室拡張工事完工
- 1987年（昭和62年）9月 - 旗掲揚台,石碑移転・グランドトイレ完工
- 1988年（昭和63年）9月 - 東校舎大改修完工
- 1992年（平成4年）10月 - 本館改修工事完工
- 1993年（昭和5年）7月 - 西校舎改修工事着工
- 1994年（平成6年）8月 - 南校舎改修工事完工　東校舎二階美術室を図書室に改修工事
- 1996年（平成8年）5月 - 体育館落成式
- 1999年（平成11年）3月 - 運動場改修工事完工,空調設備設置完了
- 1999年（平成11年）7月 - 正門改修工事
- 2002年（平成14年）3月 - 車椅子対応用トイレ設置工事完了
- 2002年（平成14年）4月 - 文部科学省「児童生徒の心に響く道徳教育推進事業」研究指定校
- 2007年（平成19年）8月 - 校内LAN配線工事(保健室・校長室・職員室)
- 2009年（平成21年）10月 - 吹奏楽部第15回日本管楽合奏コンテスト全国大会出場
- 2011年（平成23年）7月 - 普通教室に扇風機設置
- 2012年,2013年（平成24年,25年度） - 呉市立小中一貫教育研究指定校
- 2015年（平成27年）9月 - デリバリー給食開始

## 著名な出身者
- 酒井貴政 - 元サッカー選手
- 堀瑞輝 - プロ野球選手（現北海道日本ハムファイターズ）